# Sphallotrichus bidens
Sphallotrichus bidens  (лат.) — вид жуков-усачей из подсемейства собственно усачей. Распространён в Южной Америке - в Боливии (в департаменте Санта-Крус), северо-западной Бразилии (в штатах Амапа, Амазонас, Пара), Венесуэле, Гайане, Французской Гвиане и Суринаме.